# 9088 Maki
9088 Maki è un asteroide della fascia principale. Scoperto nel 1995, presenta un'orbita caratterizzata da un semiasse maggiore pari a 2,1972411 UA e da un'eccentricità di 0,2033429, inclinata di 4,62305° rispetto all'eclittica.